# Rafael Pereira da Silva
Rafael Pereira da Silva (* 9. července 1990), především známý jako Rafael nebo Rafael da Silva, je brazilský fotbalový obránce a reprezentant, který hraje za Botafogo RJ v Série A.

## Klubová kariéra
Rafael se narodil v Petrópolis, asi hodinu jízdy autem od města Rio de Janeiro. Rafael začal hrát fotbal od svých pěti let. On a jeho jednovaječné dvojče Fábio, hrají bok po boku od mala ve městě. Poté si jich všiml zástupce Fluminense a ten jim dal možnost si hrát za klub. V roce 2007 přestoupil do Manchesteru United, kontrakt byl podepsán v únoru 2007. V roce 2015 přestoupil do Olympique Lyon. Momentálně hraje v 2. brazilské lize Sérii A za Botafogo RJ.

## Úspěchy

### Klubové
Manchester United
- Premier League (2): 2008/09, 2010/11
- FA Community Shield (2): 2008, 2011
- Anglický ligový pohár (1): 2009/10
- Mistrovství světa ve fotbale klubů (1): 2008

### Reprezentační
Brazílie U17
- Mistrovství Jižní Ameriky U17 (1): 2007